# John Armstrong (Eishockeyspieler)
John Armstrong (* 26. Februar 1988 in Unionville, Ontario) ist ein ehemaliger kanadischer Eishockeyspieler, der im Verlauf seiner aktiven Karriere zwischen 2004 und 2022 unter anderem 177 Spiele in der American Hockey League (AHL) auf der Position des Centers bestritten hat. Darüber hinaus absolvierte Armstrong über 220 weitere Partien für die Sheffield Steelers in der britischen Elite Ice Hockey League (EIHL).

## Karriere
John Armstrong begann seine Karriere als Eishockeyspieler in der kanadischen Juniorenliga Ontario Hockey League (OHL), in der er von 2004 bis 2008 für die Plymouth Whalers und Peterborough Petes aktiv war. In diesem Zeitraum wurde er im NHL Entry Draft 2006 in der dritten Runde als insgesamt 87. Spieler von den Calgary Flames aus der National Hockey League (NHL) ausgewählt.
Nachdem der Angreifer in der Saison 2008/09 in 68 Spielen 20 Scorerpunkte für Calgarys Farmteam, die Quad City Flames aus der American Hockey League (AHL), erzielt hatte, spielte er ab der Saison 2009/10 für den neuen AHL-Kooperationspartner der Calgary Flames, die Abbotsford Heat. Dort war er bis zum Sommer 2012 aktiv, wurde aber in seiner letzten Spielzeit auch beim ECHL-Team der Utah Grizzlies eingesetzt. Anschließend lief er zwei Jahre in der ECHL auf – zunächst bei den Kalamazoo Wings und später bei den Las Vegas Wranglers.
Im Sommer 2014 wechselte der Kanadier nach Europa, wo er jeweils eine Spielzeit beim Lillehammer IK in Norwegen und bei den Odense Bulldogs in Dänemark, mit denen er den Pokalwettbewerb gewann, verbrachte. Ab 2016 stand Armstrong bei den Sheffield Steelers aus der britischen Elite Ice Hockey League (EIHL) auf dem Eis. Mit dem Team aus dem Zentrum der britischen Stahlindustrie gewann er im Frühjahr 2017 die Playoffs der Liga durch einen 6:5-Erfolg nach Verlängerung gegen die Cardiff Devils. Nach zwei Jahren in Sheffield stand der Stürmer ab August 2018 beim kroatischen Hauptstadtklub KHL Medveščak Zagreb in der österreichischen Erste Bank Eishockey Liga (EBEL) unter Vertrag, verließ den Verein im Dezember desselben Jahres jedoch aufgrund ausbleibender Gehaltszahlungen und kehrte zu den Steelers zurück. Dort war er – mit Ausnahme der Spielzeit 2020/21 aufgrund der COVID-19-Pandemie – bis zum Sommer 2022 tätig, ehe er seine Karriere im Alter von 34 Jahren beendete.

## Erfolge und Auszeichnungen
- 2006 Teilnahme am CHL Top Prospects Game
- 2016 Dänischer Pokalsieger mit den Odense Bulldogs
- 2017 EIHL-Playoffgewinn mit den Sheffield Steelers

## Karrierestatistik
(Legende zur Spielerstatistik: Sp oder GP = absolvierte Spiele; T oder G = erzielte Tore; V oder A = erzielte Assists; Pkt oder Pts = erzielte Scorerpunkte; SM oder PIM = erhaltene Strafminuten; +/− = Plus/Minus-Bilanz; PP = erzielte Überzahltore; SH = erzielte Unterzahltore; GW = erzielte Siegtore; 1 Play-downs/Relegation; Kursiv: Statistik nicht vollständig)